# Gouvernement Pleven II
Quatrième République
Gouvernement Henri Queuille III Gouvernement Edgar Faure I
Le second gouvernement René Pleven  a été le gouvernement de la France du 11 août 1951 au 7 janvier 1952.

## Chronologie

### 1951
- 10 juillet : Chute du troisième gouvernement Henri Queuille.
- 11 août : Début du second gouvernement René Pleven.
- 12 août: Assassinat par son épouse du secrétaire d'État Pierre Chevallier.
- 16 septembre : Décès du Ministre d'État, Maurice Petsche.
- 21 septembre : Loi Marie-Barangé sur l'aide à l'enseignement privé, cette loi sonne la fin de la « Troisième Force ».
- 19 décembre : Début de l'exploitation du gaz naturel de Lacq.

### 1952
- 7 janvier : Chute du second gouvernement René Pleven.
- 20 janvier : Début du gouvernement Edgar Faure.

## Composition

### Président du Conseil
| Image | Fonction             |  | Nom         | Parti |
| ----- | -------------------- |  | ----------- | ----- |
|       | Président du Conseil |  | René Pleven | UDSR  |

### Vice-présidents du Conseil
| Image | Fonction                  |  | Nom             | Parti |
| ----- | ------------------------- |  | --------------- | ----- |
|       | Vice-président du Conseil |  | Georges Bidault | MRP   |
|       | Vice-président du Conseil |  | René Mayer      | RAD   |

### Ministres d'État
| Image | Fonction                                                      |  | Nom                                           | Parti |
| ----- | ------------------------------------------------------------- |  | --------------------------------------------- | ----- |
|       | Ministre d'État                                               |  | Maurice Petsche (décédé le 16 septembre 1951) | CNIP  |
|       | Ministre d'État                                               |  | Joseph Laniel (à partir du 4 octobre 1951)    | CNIP  |
|       | Ministre d'État                                               |  | Henri Queuille                                | RAD   |
|       | Ministre d'État, chargé des Relations avec les États associés |  | Jean Letourneau                               | MRP   |

### Ministres
| Image | Fonction                                                      |  | Nom                                            | Parti |
| ----- | ------------------------------------------------------------- |  | ---------------------------------------------- | ----- |
|       | Ministre de la Défense nationale                              |  | Georges Bidault                                | MRP   |
|       | Ministre des Finances et des Affaires économiques             |  | René Mayer                                     | RAD   |
|       | Ministre de la Justice                                        |  | Edgar Faure                                    | RAD   |
|       | Ministres des Affaires étrangères                             |  | Robert Schuman                                 | MRP   |
|       | Ministre de l'Intérieur                                       |  | Charles Brune                                  | RAD   |
|       | Ministre du Budget                                            |  | Pierre Courant                                 | CNIP  |
|       | Ministre de l'Éducation nationale                             |  | André Marie                                    | RAD   |
|       | Ministre des Travaux publics, des Transports et du Tourisme   |  | Antoine Pinay                                  | CNIP  |
|       | Ministre de l'Industrie et de l'Énergie                       |  | Jean-Marie Louvel                              | MRP   |
|       | Ministre du Commerce et des Relations économiques extérieures |  | Pierre Pflimlin                                | MRP   |
|       | Ministre de l'Agriculture                                     |  | Paul Antier (jusqu'au 21 novembre 1951)        | CNIP  |
|       | Ministre de l'Agriculture                                     |  | Camille Laurens (à partir du 21 novembre 1951) | CNIP  |
|       | Ministre de la France d'outre-mer                             |  | Louis Jacquinot                                | CNIP  |
|       | Ministre du Travail et de la Sécurité sociale                 |  | Paul Bacon                                     | MRP   |
|       | Ministre des Anciens combattants et Victimes de guerre        |  | Emmanuel Temple                                | CNIP  |
|       | Ministre de la Santé publique et de la Population             |  | Paul Ribeyre                                   | CNIP  |
|       | Ministre de la Reconstruction et de l'Urbanisme               |  | Eugène Claudius-Petit                          | UDSR  |
|       | Ministre des PTT                                              |  | Joseph Laniel (jusqu'au 4 octobre 1951)        | CNIP  |
|       | Ministre des PTT                                              |  | Roger Duchet (à partir du 4 octobre 1951)      | CNIP  |
|       | Ministre de la Marine marchande                               |  | André Morice                                   | RAD   |
|       | Ministre de l'Information                                     |  | Robert Buron                                   | MRP   |

### Ministre-adjoint
| Image | Fonction                                 |  | Nom                      | Parti |
| ----- | ---------------------------------------- |  | ------------------------ | ----- |
|       | Ministre-adjoint de la Défense nationale |  | Maurice Bourgès-Maunoury | RAD   |

### Secrétaires d'État
| Image | Fonction                                                                  |  | Nom                                                    | Parti |
| ----- | ------------------------------------------------------------------------- |  | ------------------------------------------------------ | ----- |
|       | Secrétaire d'État à la Présidence du Conseil                              |  | Félix Gaillard                                         | RAD   |
|       | Secrétaire d'État à la Présidence du Conseil                              |  | Robert Bruyneel                                        | CNIP  |
|       | Secrétaire d'État à la Guerre                                             |  | Pierre de Chevigné                                     | MRP   |
|       | Secrétaire d'État à la Marine                                             |  | Jacques Gavini                                         | CNIP  |
|       | Secrétaire d'État à l'Air                                                 |  | Pierre Montel                                          | CNIP  |
|       | Secrétaire d'État aux Finances et aux Affaires économiques                |  | Émile Hugues                                           | RAD   |
|       | Secrétaire d'État aux Affaires étrangères                                 |  | Maurice Schumann                                       | MRP   |
|       | Secrétaire d'État à l'Intérieur                                           |  | André Colin                                            | MRP   |
|       | Secrétaire d'État aux Beaux-arts                                          |  | André Cornu                                            | RAD   |
|       | Secrétaire d'État à l'Enseignement technique, à la Jeunesse et aux Sports |  | Pierre Chevallier (décédé le 12 août 1951)             | UDSR  |
|       | Secrétaire d'État à l'Enseignement technique, à la Jeunesse et aux Sports |  | Claude Lemaitre-Basset (à partir du 16 septembre 1951) | RAD   |
|       | Secrétaire d'État aux Travaux publics                                     |  | Roger Duchet (jusqu'au 4 octobre 1951)                 | CNIP  |
|       | Secrétaire d'État au Commerce                                             |  | François Delcos                                        | RAD   |
|       | Secrétaire d'État à l'Agriculture                                         |  | Camille Laurens (jusqu'au 21 novembre 1951)            | CNIP  |
|       | Secrétaire d'État à la France d'outre-mer                                 |  | Louis-Paul Aujoulat (à partir du 26 septembre 1951)    | MRP   |